# 道の駅ニセコビュープラザ

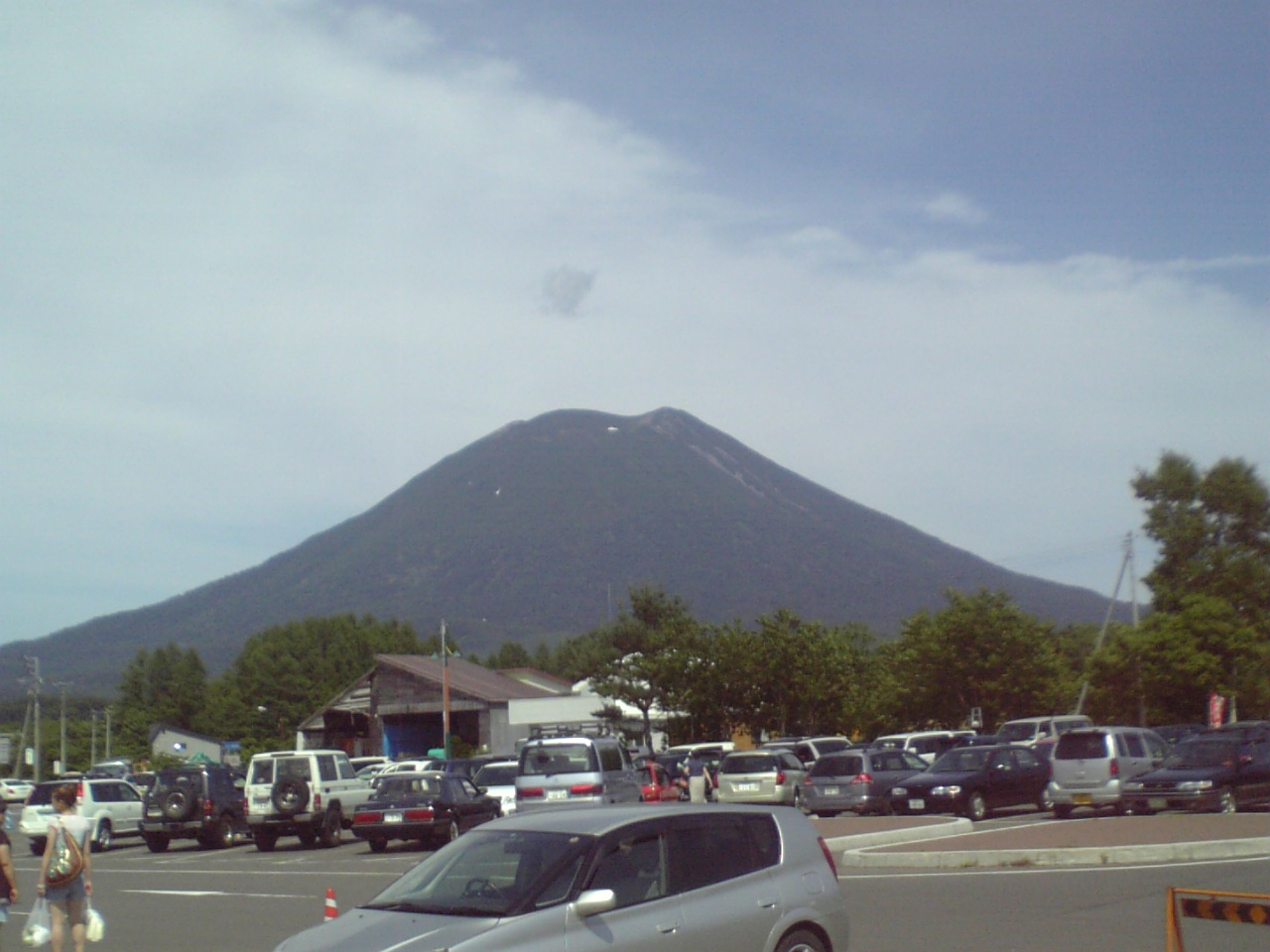
道の駅から望む羊蹄山

道の駅ニセコビュープラザ（みちのえき ニセコビュープラザ）は、北海道虻田郡ニセコ町にある道の駅である。
国土交通省から防災道の駅に選定されている。

## 歴史
- 1997年（平成09年）：道の駅登録・オープン[2]。
- 2015年（平成27年）：国土交通省による重点「道の駅」選定[3]。

## 施設

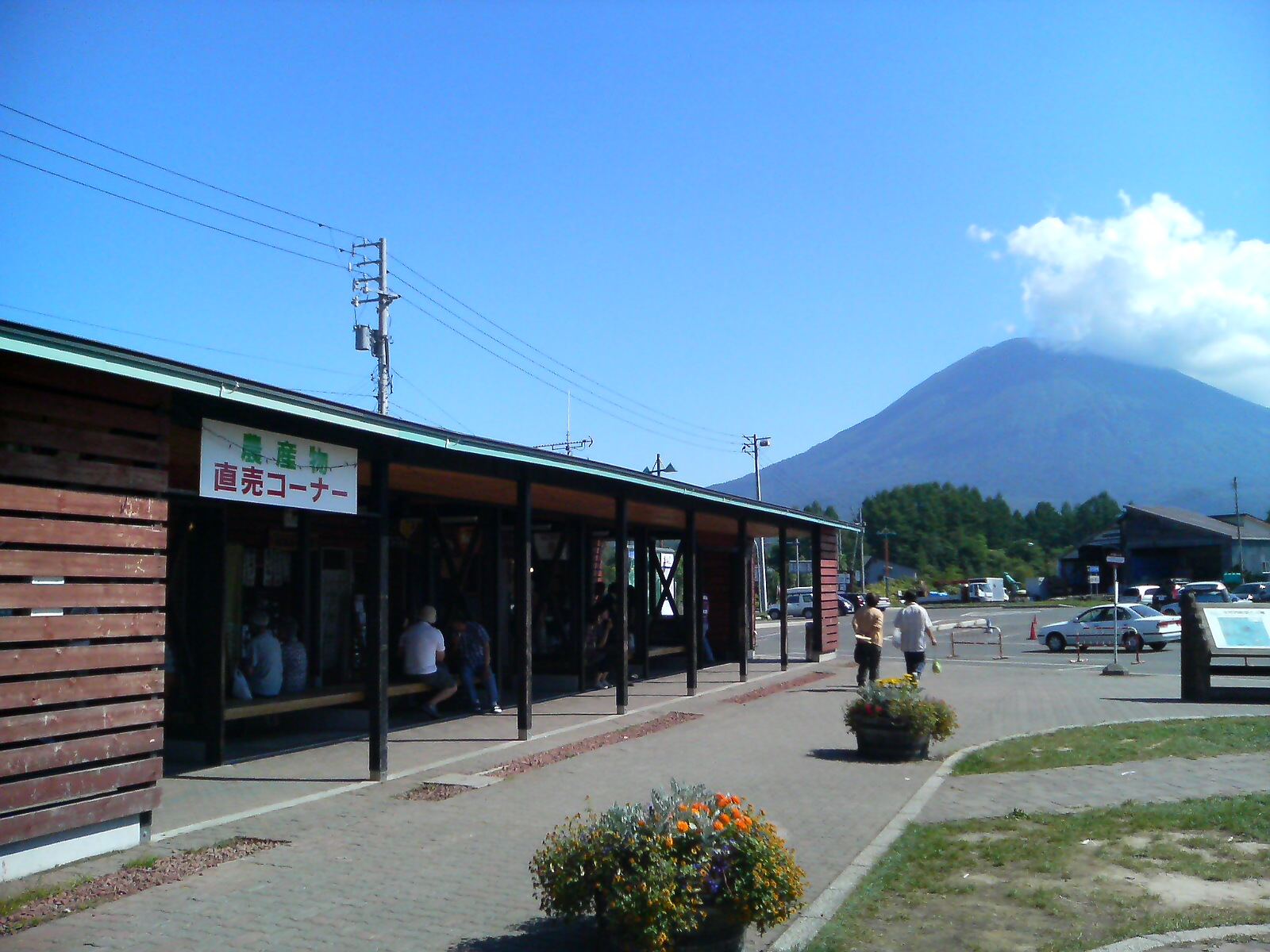
農産物直売所

- 駐車場
  - 普通車：104台
  - 大型車：10台
  - 身障者用：2台
- トイレ棟
  - 男：大3器（1器）、小6器（1器）
  - 女：11器（1器）
  - 身障者用：1器（1器）

※（）内は24時間利用可能
- 公衆電話：1台
- 情報プラザ棟
  - インフォメーションコーナー（情報プラザ）
  - 売店
- フリースペース棟
  - 農産物直売所[4]
  - 軽食コーナー

※営業時間は8:30 - 18:00（5月 - 10月）、9:00 - 17:00（11月 - 4月）

- 農産物直売所

## アクセス
国道5号・北海道道66号岩内洞爺線交点に位置しており、ニセコ観光の玄関口の1つとなっている。
- ニセコバス・道南バス・北海道中央バス「ニセコビュープラザ」停留所下車